# Alfred Knaller
Alfred Knaller (* 29. Oktober 1931 in Jadersdorf; † 4. April 2019 in Spittal an der Drau) war ein österreichischer Politiker (ÖVP) und Einzelhandelskaufmann. Er war von 1984 bis 1989 Mitglied des Bundesrates und Bürgermeister der Gemeinde Weißensee.

## Ausbildung und Beruf
Alfred Knaller absolvierte von 1936 bis 1946 die Pflichtschule und erlernte im Anschluss den Beruf des Einzelhandelskaufmanns. Zudem besuchte er die kaufmännische Berufsschule und absolvierte eine Ausbildung im Handelsgewerbe mit Besuch verschiedener Seminare der Handelsvereinigung Spar Österreich. Beruflich war er bis 1953 als kaufmännischer Angestellter im Lebensmittelhandel tätig, danach machte er sich im Jahr 1953 mit einem Lebensmittelmarkt der Marke Spar sowie einer angeschlossenen Fremdenpension mit Camping und Strand selbständig. Er führte ab 1953 auch den elterlichen land- und forstwirtschaftlichen Betrieb weiter und wurde 1965 Geschäftsführer der Weißensee Bergbahn GesmbH. Zudem war er Landesausschussmitglied der Handelsvereinigung Spar für Kärnten und Osttirol und gleichzeitig Stellvertreter dieser Organisation. 1972 übernahm Alfred Knaller endgültig den 1883 von seinem Urgroßvater gegründeten Lebensmittelmarkt.

## Politik und Funktionen
Alfred Knaller engagierte sich in der Lokalpolitik und wurde 1964 zum Bürgermeister der Gemeinde Weißensee gewählt. Er fungierte innerparteilich ab 1965 als Ortsparteiobmann der Ortsgruppe Weißensee der Österreichischen Volkspartei und hatte von 1988 bis 1990 die Funktion des Bezirksparteiobmann-Stellvertreters der ÖVP Spittal an der Drau inne. Zudem war er als Bezirksgruppenobmann-Stellvertreter des Österreichischen Wirtschaftsbundes der Bezirksgruppe Spittal an der Drau aktiv und fungierte ab 1985 als Bezirksobmann des Kärntner Gemeindebundes. Des Weiteren war Knaller Talschaftsvertreter für das Drautal,  Landesgremialvorsteher-Stellvertreter des Lebensmittelhandels der Kammer der gewerblichen Wirtschaft für Kärnten und in verschiedenen kulturellen Vereinen der Gemeinde Weißensee aktiv. Er vertrat die Kärntner Volkspartei vom 30. Oktober 1984 bis zum 20. April 1989 im österreichischen Bundesrat. 

## Auszeichnungen
- Goldenes Verdienstzeichen der Republik Österreich
- Ehrenbürger der Gemeinde Weißensee[2]